# مقاطعة غريغوري (داكوتا الجنوبية)
غريغوري (بالإنجليزية: Gregory)‏ هي إحدى مقاطعات ولاية داكوتا الجنوبية في الولايات المتحدة الأمريكية.